# Joo Jong-hyuk
Joo Jong-hyuk (en hangul, 주종혁; nacido en Incheon el 27 de julio de 1991) es un actor surcoreano.

## Vida personal
Es hijo de un instructor de taekwondo, que le enseñó esta disciplina. En su adolescencia estudió en el extranjero, primero en Filipinas y después en Nueva Zelanda. A continuación obtuvo varios empleos temporales, sea fuera que dentro de Corea. Cuando trabajaba como camarero en un crucero recibió una oferta para aparecer en un vídeo de relaciones públicas, y así empezó su interés por posar ante una cámara.
Es aficionado al golf y al fútbol sala. También está interesado en la música, y en 2023 tenía una banda con sus amigos, en la que tocaba el bajo, mientras que el también actor Park Seung-jun era el vocalista; su propósito entonces era exhibirse en directo, aunque habían recibido ya una propuesta de un festival de cine en este sentido por no sentirse aún preparados.

## Carrera
Joo fue seleccionado como el primer actor novato en la Audición de Actores Kakao M 2020, superando una tasa de competencia de 700 a 1. Empezó a ser conocido como protagonista en películas independientes como Them in Us, The Death Date y Young People in Korea.
Tras algunas fugaces apariciones en series como Clean with Passion for Now y My ID is Gangnam Beauty, en 2021 debutó realmente en televisión con dos papeles, uno en MBC y otro en tvN: The Veil y Yumi's Cells. Eran dos series que se emitíeron de modo simultáneo, los mismos días y en el mismo horario, en esos canales. Del mismo año es su participación en Happiness, con el papel de un joven entrenador que queda encerrado en un edificio en el que se ha declarado una misteriosa enfermedad y se procede a aislarlo.
Sin embargo, fue su aparición como secundario, en la popular serie Woo, una abogada extraordinaria lo que propició la curiosidad del público y la prensa por el actor. Su personaje era Kwon Min-woo, un abogado rival de la protagonista Young-woo, a la que no puede superar pese a recurrir a toda clase de trucos.
En 2023 tuvo lugar la primera reunión del actor con sus admiradores japoneses: la llamada Joo Jong-hyuk Japan Panting 2023 se celebró en Shibuya, Tokio, el 4 de febrero. Ya había generado expectación al presentarse en el anterior mes de noviembre en los 2022 Mama Awards, en Osaka. En el mismo año 2023 destacó por su actuación en el filme Iron Mask, donde es uno de los aspirantes a ser elegidos para la selección nacional de kendo en unos campeonatos mundiales. Con conocimientos ya de artes marciales pero no de esta en concreto, Joo se entrenó de todos modos por dos meses para representar a su personaje. La película fue premiada en el 27.º Festival Internacional de Cine Fantástico de Bucheon, mientras Joo recibió una nominación como mejor actor revelación en los premios Baeksang Arts de 2024.

## Filmografía

### Cine
| Año  | Título               | Hangul            | Papel                    | Notas                                          | Ref.                |
| ---- | -------------------- | ----------------- | ------------------------ | ---------------------------------------------- | ------------------- |
| 2015 | Pesadilla            | 몽마              | Joseph                   | Cortometraje                                   | [ 6 ]               |
| 2017 | Jóvenes en Korea     | 영 피플 인 코리아 | Joven desempleado        |                                                | [ 6 ]               |
| 2019 | Primavera de nuevo   | 다시, 봄          | Joven en el club de judo |                                                | [ 10 ]              |
| 2019 | Oscuridad            | 암전              | Jeong-min                |                                                | [ 10 ]              |
| 2020 | Them in Us           | 우리 안의 그들    | Gu Hyeon-woo             | Filme colectivo, parte 'Electrical Technician' | [ 11 ]              |
| 2022 | Spy Model            | 스파이형 모델     | Kim Hyung-woo            | Protagonista                                   |                     |
| 2022 | A Very Hot Wind      | 너무 뜨거운 바람  | Seong-su                 | Cortometraje                                   | [ 12 ]              |
| 2023 | Iron Mask            | 만분의 일초       | Kim Jae-woo              | Protagonista                                   | [ 2 ] [ 13 ] [ 14 ] |
| 2023 | Because I Hate Korea | 한국이 싫어서     | Jae-in                   | Protagonista                                   | [ 15 ]              |
| 2024 | Love in the Big City | 대도시의 사랑법   | Exnovio de Jae Hee       | Reparto                                        | [ 16 ]              |

### Series de televisión
| Año     | Título                          | Papel         | Canal     | Notas                              | Ref.                 |
| ------- | ------------------------------- | ------------- | --------- | ---------------------------------- | -------------------- |
| 2021    | The Veil                        | Chang-gyu     | MBC       |                                    | [ 4 ]                |
| 2021-22 | Yumi's Cells                    | Louis         | tvN       | Temporadas 1 y 2                   | [ 17 ]               |
| 2021    | Happiness                       | Kim Seung-bum | tvN       |                                    | [ 5 ] [ 11 ]         |
| 2021    | D.P.                            | Lee Hyo-sang  | Netflix   | Serie web                          | [ 18 ]               |
| 2022    | Woo, una abogada extraordinaria | Kwon Min-woo  | ENA       |                                    | [ 19 ] [ 3 ] [ 20 ]  |
| 2022    | Do You Know Ashtanga            | Seol Tae-joon | KBS2      | Drama Special, un episodio         | [ 21 ]               |
| 2023    | Kim, el doctor romántico        | Entrevistado  | SBS       | Aparición especial, temp, 3, ep. 2 | [ 22 ]               |
| 2024    | Hablando con franqueza          | Kim Jung-heon | JTBC      |                                    | [ 23 ] [ 24 ]        |
| 2025    | Sin máscaras                    | Kang Ki-ho    | Disney+   | Serie web                          | [ 25 ] [ 26 ] [ 27 ] |
| 2025    | La bruja                        | Ik-jong       | Channel A | Aparición especial, ep. 2          | [ 28 ]               |

## Otras actividades

### Presentador
| Año  | Acto                                                  | Notas                                                          | Ref.   |
| ---- | ----------------------------------------------------- | -------------------------------------------------------------- | ------ |
| 2022 | 5.º Festival Internacional de Cortometrajes de Jeonju | 29 de septiembre, ceremonia de apertura; con Yoon Geum-seon-ah | [ 29 ] |
| 2022 | Festival Coreano 2022 - 120 años de sueños            | 4 de octubre, en Incheon; con Park So-hyun                     | [ 30 ] |

## Premios y nominaciones
| Año  | Premios              | Categoría                               | Papel                           | Resultado | Ref.         |
| ---- | -------------------- | --------------------------------------- | ------------------------------- | --------- | ------------ |
| 2022 | 17.os A-Awards       | Único                                   | Woo, una abogada extraordinaria | Ganador   | [ 31 ]       |
| 2022 | KBS Drama Awards     | Mejor actor en drama especial/telefilme | Do You Know Ashtanga            | Nominado  | [ 32 ]       |
| 2023 | Baeksang Arts Awards | Mejor actor revelación - televisión     | Woo, una abogada extraordinaria | Nominado  | [ 33 ]       |
| 2024 | Baeksang Arts Awards | Mejor actor revelación - cine           | Iron Mask                       | Nominado  | [ 9 ] [ 34 ] |
| 2024 | Baeksang Arts Awards | Premio a la popularidad                 | Joo Jong-hyuk                   | Nominado  | [ 35 ]       |